# Maria des Eaux-Vives
Pour les articles homonymes, voir Eau vive.
Maria des Eaux-Vives est une mini-série franco-québécoise réalisée par Robert Mazoyer. En France, elle a été diffusée en quatre parties de 90 minutes à partir du 25 décembre 1993 sur France 3, et au Québec en huit parties de 45 minutes du 31 août au 18 octobre 1994 sur le réseau TVA,.

## Fiche technique
- Concept : Jean-Pierre Jaubert
- Scénario, adaptation et dialogues : Jacques Espagne et Robert Mazoyer
- Musique : Charles Court
- Coproduction : Telfrance - France 3 - Neue Filmproduktion TV GmbH
- Société de production : Communications Claude Héroux International

## Distribution
- Maria Schell : Sœur Maria
- Jacques Godin : Frédéric Leclerc
- Andréa Ferréol : Yvonne
- Victor Lanoux : Alexandre
- Stéphane Bierry : Joël Leclerc
- Vanessa Wagner : Isabelle Leclerc
- Caspar Salmon : Mathieu Leclerc
- Annick Allières : Mme Menuet
- Sébastien Baur : Gabriel
- André Chaumeau : Me Lacassagne
- Andrée Lachapelle : Carole Laforêt
- Nadia Paradis : Chantal
- Monique Lepage : Germaine
- Alain Duclos : François
- Huguette Oligny : Mère supérieure
- Alexandre Thibault : Pierre
- Dominique Vilar : Geneviève
- Damien Boisseau : Louis
- Colette Charbonneau : Gardienne Saint-Vincent
- Yvon Deslauriers : Contremaître de Frédéric
- Frédéric Diefenthal : Renaud
- Pierre Gauthier : Homme de Frédéric
- Sandrine Manciet : Véronique
- Sarah Marchal : Sandrine
- Gilbert Millaire : chauffeur de Frédéric
- Jean-Marie Rollin : Éric
- Jean-Marc Avocat : Dr Métivier
- Max Claude : Gendarme Deschelette
- Manfred Lehmann : La Vigne
- Éric Méningand : Brigadier Morelle
- Blanche Raynal : Infirmière-chef
- Isabelle Toujet : Infirmière
- Anouschka Renzi : Juliette
- Marco Bacon : Clément
- Mario Bard : Jimmy
- Nicolas Canuel : Alain
- Marie-Andrée Corneille : Yolande
- Pierre Gobeil : Victor
- Daniel Langlet : juge d'instruction
- Gaston Perrault : Jos
- Guy Beauregard : patron du bar
- Georges Benoît : huissier
- Jean-Guy Bouchard : policier
- Denis Trudel : Popeye
- Henri Chassé : homme
- Yves Hamel : patron de la station-service
- Pierre Lafleur : Ti-Fleur
- Suzanne Lemoine : Odile
- Jacques Morin : commerçant
- François Papineau : policier
- Luc Roy : ami de Jos
- Renée Girard : nurse
- Jean Grécault : gardien de prison
- Gérard Laureau (de) : codétenu
- Guy Rengner : agent immobilier
- Marc Rengner : géomètre
- Frank Stuart : inspecteur Jamet
- Frédéric Gérard : Maire
- André Ouimet : contremaître de Victor
- Jean-Paul Queret : patron du café